# Manusa
A Manusa é uma empresa espanhola dedicada à conceção, fabrico, instalação e manutenção de portas automáticas pedonais. Os escritórios da empresa situam-se em Sant Cugat del Vallès (Barcelona) e em Polinyà (Barcelona), onde está localizado o departamento comercial, o departamento técnico e o departamento de manutenção. Por sua parte, a fábrica de produção situa-se na localidade de Valls (Tarragona).
Em 2021, a empresa conta com cinco delegações na Península Ibérica, mais de 300 trabalhadores e produz mais de 20 mil portas automáticas por ano. Dispõe também de um departamento próprio a partir P&D do qual é desenvolvida a tecnologia para portas automáticas.
A Manusa disponibiliza uma gama completa de portas automáticas: de correr, de batente, giratórias, herméticas, resistentes ao fogo e portas de emergência, assim como soluções de controlo de acesso de pessoas como corredores de acesso controlado, torniquetes, etc.
Além disso, também conta com uma divisão de produtos para transporte público, entre os quais se destacam as portas de fecho de plataforma para sistemas de metro, instalado em várias cidades, como na Linha 11 do metro de Barcelona, e no Monotrilho de Palmeira Jumeirah no Dubai. Assim como transporte massivo, com os corredores automáticos reversíveis para controlo de acesso de pessoas.

## História

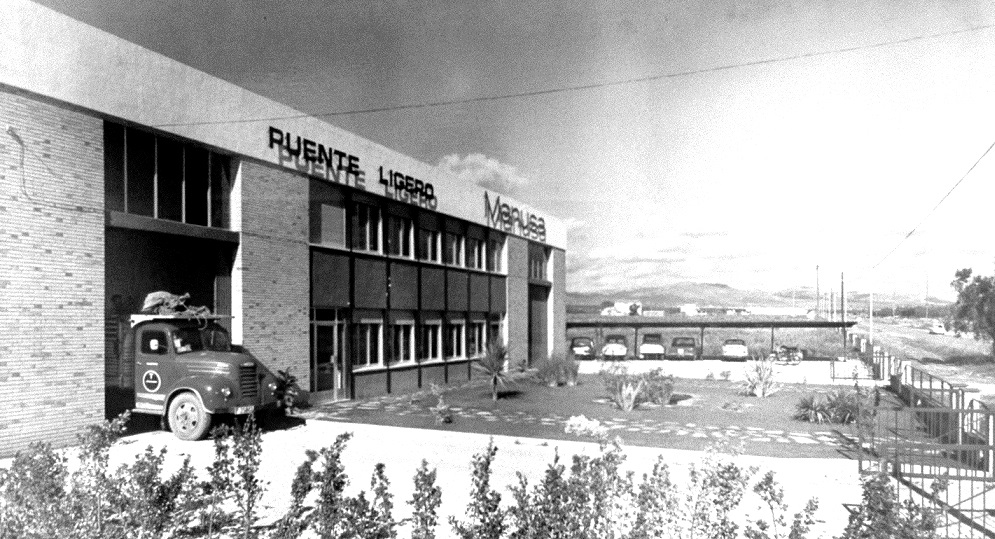
Imagem dos primeiros tempos da empresa Manusa

Fundada em 1966 por José María Guilera Nubiola, a Manusa iniciou a sua atividade com o fabrico de pontes grua manuais. Uns anos mais tarde, começou a ser desenvolvida uma tecnologia superior, com diferentes modelos e patentes.
Cinco anos depois, em 1971, a Manusa alargou a sua atividade ao fabrico de portas automáticas com tecnologia pneumática e acrescentou ao mercado espanhol as primeiras portas automáticas pedonais, o que fez aumentar o crescimento, tendo o grupo Manusa começado a comprar a outras empresas do setor.
Nesse mesmo ano, decidiu expandir fronteiras e iniciou a distribuição dos seus produtos a nível internacional. Durante esta época, além de se dedicar ao fabrico de portas automáticas, a Manusa especializou-se na conceção de projetos e no serviço pós-venda dos seus produtos.
Em março de 2010, Ernest Benach, o então presidente do Parlamento da Catalunha visitou as instalações da empresa. Destacou então "a importância de apostar neste tipo de empresas, que investem decididamente em tecnologia e P&D".

## Internacional
A empresa está presente em mais de 90 países e tem escritórios próprios em Espanha, Brasil, Portugal e China, e uma trajetória internacional consolidada. A empresa desenvolveu projetos em diferentes lugares do mundo, instalando acessos automáticos em edifícios como o Kremlin em Moscovo, o Suria Kuala Lumpur City Center na Malásia, as torres Churchgates na Nigéria ou a Sagrada Família em Barcelona, entre outros.
Em junho de 2015, a Câmara de Comércio de Terrassa (Barcelona) premiou a Manusa na categoria "Trajetória Internacional Consolidada", pela "consolidação da sua atividade internacional e uma evolução crescente das suas exportações".

## Produtos

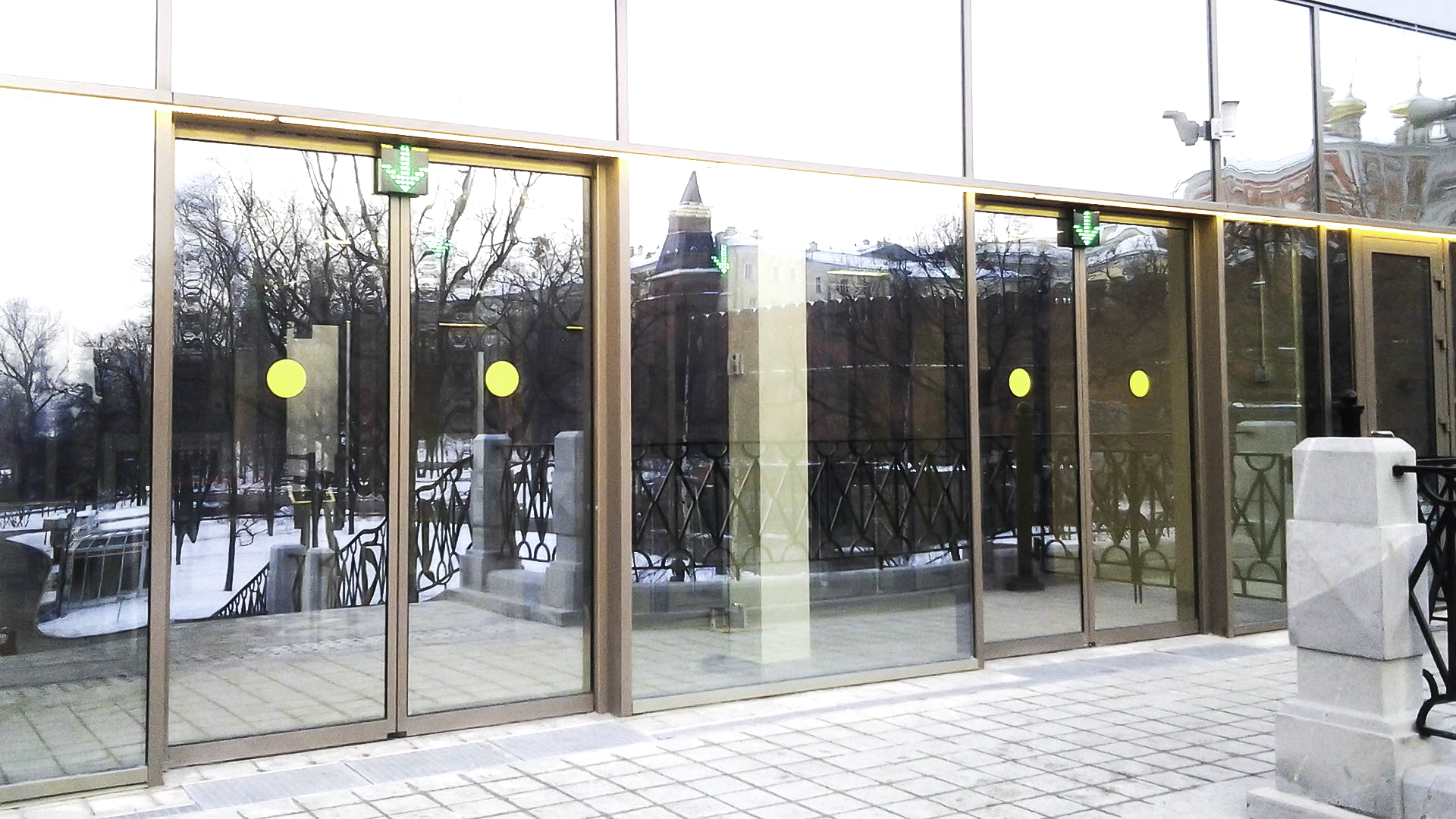
Portas automáticas da Manusa no Kremlin

No âmbito dos acessos automáticos, a Manusa comercializa todo o tipo de produtos dirigidos a setores como aeroportos, hotéis, comércio, hospitais, farmácias, transportes, bancos, indústria, escritórios, edifícios residenciais e restaurantes.
Conta com portas automáticas de diferentes tipologias, como as portas de correr, giratórias, de batente, herméticas, com chumbo, de evacuação, antiexplosivos, antivandalismo e antibalas.